# Partit Socialdemòcrata d'Eslovàquia
El Partit Social Demòcrata d'Eslovàquia (eslovac: Sociálnodemokratická Strana Slovenska, SDSS) és un partit polític d'Eslovàquia fundat el 1990. El seu últim president, des de 1993, va ser Jaroslav Volf, que va substituir al fundador Alexander Dubček.

## Txecoslovàquia (fins a 1992)
El partit va sorgir després de la Revolució de Vellut el gener de 1990, i va declarar que intentava continuar la tasca del "Partit Social Demòcrata Eslvoac del (Regne d') Hongria" (1905-1918) i d'altres partits socialdemòcrates prohibits el 1948 pels comunistes.
El 1992 el partit va guanyar cinc escons (6,1% dels vots a Eslovàquia) a la "Casa de les Nacions" (Sněmovna národů) del Parlament federal de Txecoslovàquia, que, no obstant això va ser només perquè el president del partit va ser breument Alexander Dubček, l'exlíder de Txecoslovàquia durant la Primavera de Praga. Abans de la seva sobtada mort el novembre de 1992, va ser un dels seus diputats al parlament federal.

## Eslovàquia independent (des 1993)
De 1994 a 1998, el SDSS formà part d'una coalició anomenada "Elecció Comú" (Spoločná voľba), que va obtenir el 10,18% (5 escons) al Parlament eslovac. No formaren part del govern. Després de les eleccions legislatives eslovaques de 1998 es van incorporar a la governant Coalició Democràtica Eslovaca fins a l'any 2002. Quan Eslovàquia es va convertir en membre de la Unió Europea (l'1 de maig de 2004), van ingressar al Partit Socialista Europeu, juntament amb el Partit de l'Esquerra Democràtica. El SDSS va ingressar també a la Internacional Socialista.
El 2003 va signar un acord amb SMER (el partit Direcció - Socialdemocràcia), per treballar en estreta col·laboració a totes les esferes. L'1 de gener de 2005, finalment, es va fusionar amb SMER.